# Loi sur les services de santé et les services sociaux
Lire en ligne

Publications du Québec : version consolidée officielle ;
Institut canadien d'information juridique : version permettant de voir l'évolution du texte (depuis 2002).

Loi sur les services de santé et les services sociaux (version de 1971)
En droit de la santé québécois, la Loi sur les services de santé et les services sociaux (LSSSS) est une loi québécoise adoptée en 1991 qui institue un régime de services de santé et de services sociaux et qui énonce les droits des usagers du système de santé québécois. Il s'agit d'une loi importante dans le domaine de la santé et pour les fins du droit des personnes physiques. 
La LSSSS a pour l'essentiel été remplacée par la Loi sur la gouvernance du système de santé et de services sociaux, sauf pour les Inuits et les Naskapis; pour ces peuples autochtones, elle porte désormais le nom de Loi sur les services de santé et les services sociaux pour les Inuit et les Naskapis. 

## Historique
La loi a été adoptée en 1991 dans un contexte où la Commission Rochon avait recommandé davantage de décentralisation du système socio-sanitaire,. 
La LSSSS a remplacé une loi du même nom qui existait depuis 1971 et qui a été renommée Loi sur les services de santé et les services sociaux pour les autochtones cris et inuit.

## Objectifs de la loi
Pour atteindre les objectifs de la loi de réduction de mortalité, de responsabilisation quant aux facteurs déterminants de la santé, de recouvrement de la santé, de protection de la santé publique, de l'adaptation ou la réadaptation de personnes et leur intégration sociale, de diminution de l'impact des problèmes compromettant l'autonomie, l'épanouissement et l'équilibre des personnes et d'atteinte de  niveaux comparables de santé et de bien-être au sein des différentes couches de la population, la loi établit « un mode d’organisation des ressources humaines, matérielles et financières » dans le but de : 

« 1°  assurer la participation des personnes et des groupes qu’elles forment au choix des orientations, à l’instauration, à l’amélioration, au développement et à l’administration des services;
2°  favoriser la participation de tous les intervenants des différents secteurs d’activité de la vie collective dont l’action peut avoir un impact sur la santé et le bien-être;
3°  partager les responsabilités entre les organismes publics, les organismes communautaires et les autres intervenants du domaine de la santé et des services sociaux;
4°  rendre accessibles des services continus de façon à répondre aux besoins des individus, des familles et des groupes aux plans physique, psychique et social;
5°  tenir compte des particularités géographiques, linguistiques, socio-culturelles, ethno-culturelles et socio-économiques des régions;
6°  favoriser, compte tenu des ressources, l’accessibilité à des services de santé et à des services sociaux selon des modes de communication adaptés aux limitations fonctionnelles des personnes;
7°  favoriser, compte tenu des ressources, l’accessibilité à des services de santé et des services sociaux, dans leur langue, pour les personnes des différentes communautés culturelles du Québec;
8°  favoriser la prestation efficace et efficiente de services de santé et de services sociaux, dans le respect des droits des usagers de ces services;
8.1°  assurer aux usagers la prestation sécuritaire de services de santé et de services sociaux;
9°  assurer la participation des ressources humaines des établissements visés au titre I de la partie II au choix des orientations de ces établissements et à la détermination de leurs priorités;
10°  promouvoir la recherche et l’enseignement de façon à mieux répondre aux besoins de la population. »

### Droits des usagers
La LSSSS énonce douze droits de l'usager :
- Le droit à l'information[13];
- Le droit aux services[14];
- Le droit de choisir son professionnel ou l'établissement[15];
- Le droit de recevoir les soins que requiert son état[16]
- Le droit de consentir à soins ou à les refuser[17]
- Le droit de participer aux décisions[18];
- Le droit d'être accompagné, assisté et représenté[19];
- Le droit à l'hébergement[20];
- Le droit de recevoir des services en anglais[21];
- Le droit d'accès à son dossier d'usager[22];
- Le droit à la confidentialité de son dossier d'usager[23];
- Le droit de porter plainte[24].

## Changements apportés
Parmi les changements apportés par la loi, la gouvernance du réseau est modifiée par le remplacement des Conseils régionaux de santé et de services sociaux (CRSSS) par des Régies régionales de santé et de services sociaux (RRSSS).